# إيفا تراوت (رواية)
إيفا تراوت (بالإنجليزية: Eva Trout)‏ هي رواية للكاتبة البريطانية إليزابيث بوين، نشرت عام 1968، لأول مرة عن دار نشر كنوبف.